# Ed O'Neil
(en) Statistiques sur pro-football-reference
Edward William O'Neil (né le 8 septembre 1952 à Warren) est un joueur et entraineur américain de football américain. Il est l'actuel entraineur des linebackers et de l'escouade spéciale des Falcons de la Niagara Wheatfield High School.

## Enfance
O'Neil étudie à la Warren Area High School où il est nommé All-American au niveau lycéen.

## Carrière

### Joueur

#### Université
Il entre à l'université d'État de Pennsylvanie, intégrant l'équipe de football américain de l'établissement en 1970. Il est entrainé par Joe Paterno, grande figure du football universitaire. En 1973, il est nommé capitaine de l'équipe et nommé All-American

#### Professionnel
Ed O'Neil est sélectionné au premier tour du draft de la NFL de 1974 par les Lions de Detroit au huitième choix. Après une première saison comme remplaçant, O'Neil est titulaire à six matchs en 1975, marquant un touchdown après avoir récupéré un fumble. L'année suivante, Ed est toujours titulaire occasionnel et rentre à divers postes ; il entre au poste de wide receiver, reçoit son premier ballon et parcourt trente-deux yards avant d'aller inscrire un touchdown.
En 1977, il est titulaire au poste de Middle Linebacker avant de changer pour différentes variantes du poste de linebacker. En 1978, il intercepte quatre passes, son plus grand nombre en une saison. Après la saison 1979, il signe avec les Packers de Green Bay, étant titulaire à onze reprises mais O'Neil ne convainc pas et est libéré à la fin de la saison.

### Entraineur

#### Débuts enNCAA
En 1983, Ed trouve son premier poste, membre du staff technique à l'université de l'Indiana avant de faire un détour par l'université du Michigan de l'est. En 1984, il s'engage avec les Rutgers où il reste pendant onze saisons, travaillant avec Dick Curl qu'il retrouvera aux Galaxy de Francfort. En 1996, il est nommé coordinateur défensif de l'université de Buffalo, restant à ce poste pendant trois saisons.

#### NFL Europe
En 1999, O'Neil signe comme entraineur des linebackers dans l'équipe des Galaxy de Francfort jouant dans la ligue européenne de la NFL. En 2001, il reste en Allemagne mais signe avec les Fire du Rhin mais devient entraineur de la ligne défensive et de l'escouade spéciale. Deux saisons plus tard, il revient à Francfort, retrouvant son poste d'entraineur des linebackers et se voyant confier le poste de coordinateur défensif.

#### Ligue canadienne de football
Le 2 mars 2007, O'Neil est appelé à remplacer l'ancien coordinateur défensif des Tiger-Cats de Hamilton Rod Rust, devenu consultant defensif. Il ne reste qu'une saison avec les Tigers-Cats, remercié par l'équipe. Deux ans plus tard, il revient en LCF avec les Argonauts de Toronto comme entraîneur des linebackers mais ne reste là aussi qu'une seule saison.

#### Circuit lycéen
En 2010, O'Neil prend du recul et va entrainer l'équipe de football américain de la Niagara Wheatfield High School (lycée) de la ville de Sanborn, devenant gardant ses deux spécialités d'entraineur des linebackers et de l'escouade spéciale.

## Famille
Ed O'Neil possède trois fils ayant fait carrière dans le football professionnel :
- Kevin O'Neil, jouant au poste de linebacker à l'université de Syracuse avec les Orange de Syracuse.
- Keith O'Neil, ayant fait carrière en NFL, jouant avec les Cowboys de Dallas, Colts d'Indianapolis et les Giants de New York.
- Drew Haddad, sélectionné au septième tour du Draft de 2000 ayant joué pour les Colts d'Indianapolis et les Chargers de San Diego.